# Acila (Gattung)
Acila ist eine Muschel-Gattung aus der Familie der Nussmuscheln (Nuculidae) in der Ordnung der Nuculida. Die ältesten Vertreter der Gattung Acila sind aus dem Barrêmium (Kreide) bekannt.

## Merkmale
Das gleichklappige Gehäuse ist ungleichseitig, der hintere Gehäuseteil ist mehr oder weniger deutlich kürzer als der vordere Gehäuseteil, d. h. der Wirbel liegt hinter der Mitte. Die Gehäuse sind im Umriss annähernd quadratisch, dreieckig bis breit-eiförmig, d. h. meist etwas länger als hoch, und mehr oder weniger stark aufgebläht. Sie werden im Adultstadium nur wenige Millimeter bis wenige Zentimeter groß. Das hintere Ende kann zu einem Rostrum ausgezogen sein, das vordere Ende ist eng gerundet.
Das Ligament ist eingesenkt, es teilt das taxodonte Schloss in einen vorderen und hinteren Teil. Vorderer und hinterer Teil des Schlosses stehen in einem Winkel zueinander; der Winkel beträgt weniger als 90°. Das Schloss besteht aus gleichartigen, länglichen Zähnchen und Gruben senkrecht zur Schlossplatte, im vorderen Teil des Schlosses sind meist deutlich mehr Zähnchen (bis ca. 30) ausgebildet als im hinteren Schlossteil (etwa 10 bis 20). Das interne Ligament liegt in einer Grube (Resilifer).
Die Ornamentierung ist divarikat, d. h. besteht aus vorne und hinten divergierenden oder zickzackförmigen Rippen und Knötchenreihen. Der Rand kann zackig sein, entsprechenden den dort endenden Rippen oder Knotenreihen.

## Geographische Verbreitung und Lebensraum
Die heutigen Arten der Gattung Acila kommen an den Küsten Nord- und Südamerika und Asiens vor. Im Pliozän und noch im Unteren Pleistozän kamen sie auch im Atlantik vor.
Die Tiere sind flach eingegraben in die Sedimentoberfläche und fressen Detritus. Sie leben fast ausschließlich in Sandböden. Sie haben keine Siphonen, sondern Zilien erzeugen einen Wasserstrom, der zum Vorderende einströmt und zum Hinterende ausströmt. Durch den großen Fuß können sie sich schnell eingraben bzw. durch das Sediment graben.

## Taxonomie
Die Gattung wurde von den Brüdern Henry Adams und Arthur Adams 1858 aufgestellt. Sie wird zur Familie bzw. Unterfamilie der Nussmuscheln (Nuculidae) bzw. Nuculinae gestellt. Die Gattung wird in zwei oder drei Untergattungen unterteilt:
- Gattung Acila H. Adams & A. Adams, 1858
  - Acila (Acila) H. Adams & A. Adams, 1858, die Nominatuntergattung (von Eozän bis rezent)
    - †Acila cobboldiae (Sowerby, 1817) (Pliozän/Pleistozän)
    - Acila divaricata (Hinds, 1843) (inkl. Acila (Acila) divaricata subsp. vengeriana Lautenschläger, 1968)
    - †Acila elongata Nagao & Huzioka, 1941 (Neogen)[3]
    - †Acila ermanni Girard, 1843 (?)
    - Acila fultoni (E. A. Smith, 1892)
    - †Acila gettysburgensis (Reagan, 1909)
    - Acila granulata (E. A. Smith, 1906)
    - Acila jucunda (Thiele & Jaeckel, 1931)
    - †Acila kholmskensis Krishtofovich, 1964[3]
    - Acila minutoides Kuroda & Habe in Habe, 1958
    - Acila mirabilis (Adams & Reeve, 1850)
    - †Acila paita Olsson, 1931 (Chattium)
    - †Acila plura Olsson, 1931 (Oligozän)
    - †Acila praedivaricata Nagao & Huzioka, 1941[3]
    - †Acila semirostrata Grant & Gale, 1931 (Miozän)
    - †Acila stillwaterensis Weaver & Palmer, 1922 (Eozän)
    - Acila vigilia Schenck, 1936

  - Acila (Truncacila) Schenck in Grant & Gale, 1931. Die Untergattung ist durch das fast völlige Fehlen eines Rostrums gekennzeichnet sowie durch die geringe Größe.
    - †Acila allisoni Squires & Saul, 2004 (Oberes Aptium)
    - †Acila beringiana Slodkewitsch, 1967[3]
    - †Acila blancoensis Howe, 1922 (Miozän)
    - Acila castrensis (Hinds, 1843) (Pliozän bis rezent)
    - †Acila conradi (Meek, 1864)[3]
    - †Acila decisa (Conrad, 1855) (inkl. Acila (Truncacila) decisa (Conrad) ilpinensis Pronina, 1980)
    - †Acila demessa Finlay, 1927
    - †Acila eximia (Yokoyama, 1925)[3]
    - †Acila galinae Slodkewitsch, 1967 (Nevel’skaya Suite: Unteres/Mittleres Miozän)[3]
    - †Acila gottschei (Böhm, 1916)[3]
    - †Acila grahami Squires & Saul, 2004
    - †Acila haidana Packard in Schenck, 1936
    - †Acila himenourensis Tashiro,  1985 (Cenomanium)[4]
    - †Acila hokkaidoensis (Nagao, 1932) (Campanium)[4]
    - Acila insignis (Gould, 1861) (Miozän/Pliozän)[3]
    - †Acila longa Kalishevich, 1969[3]
    - †Acila marujamensis Ilyina, 1957 (Maruyamskaya Suite: Oberes Miozän/Unteres Pliozän)[3]
    - Acila markovskensis Devjatilova, 1981[3]
    - †Acila munda Kalishevich, 1969[3]
    - †Acila oyamadensis Hirayama, 1955[3]
    - †Acila parva Devjatilova, 1981[3]
    - †Acila packardi (Clark)[3]
    - †Acila pecticostata Kalishevich, 1969[3]
    - †Acila pleschakovi Krishtofovich, 1947[3]
    - †Acila praevigilia Krishtofovich in Gladenkov et al., 1984[3]
    - †Acila princeps Schenck, 1943
    - †Acila rosaria Squires & Saul, 2004
    - Acila shumardi (Dall, 1909)
    - †Acila triangula Kalishevich in Kalishevich et al., 1981[3]
    - †Acila vereshagini Kalishevich, 1969[3]

Die Untergattung Acila (Lacia) Slodkewitsch, 1967 (Typusart: Nucula (Acila) shumardi Dall, 1909) wird von der Checklist nicht anerkannt und in die Synonymie von Acila (Truncacila) gestellt. Nach Ellen Moore ist die Gattung auch nicht gültig aufgestellt worden, da keine diagnostischen Merkmale angegeben wurden, die das Taxon von Acila (Acila) und Acila (Truncacila) unterscheiden.

## Belege